# М-464

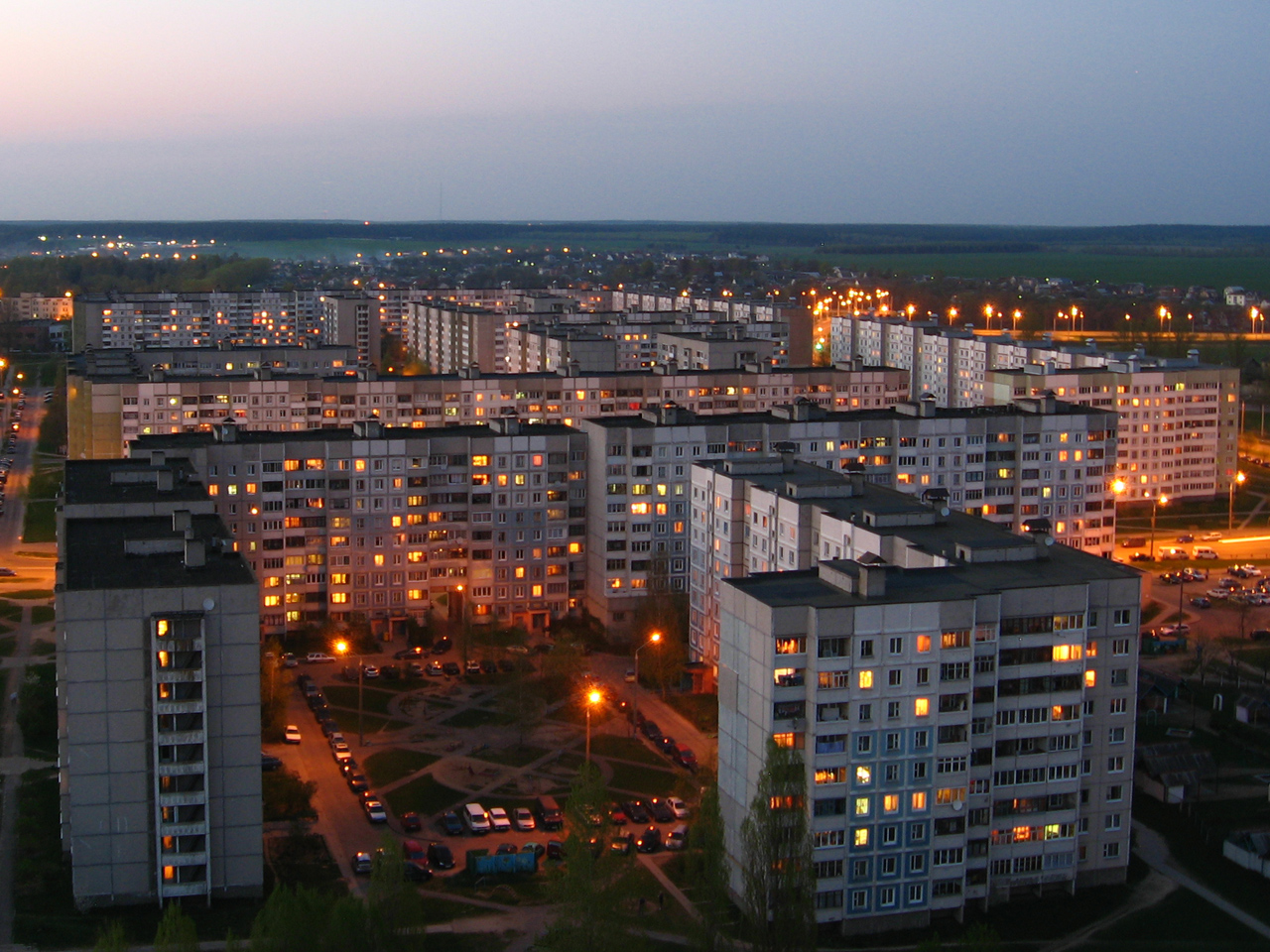
Дома серии М-464 в Минске

М-464 — типовая серия панельных домов, спроектированная в начале 1970-х годов и производящаяся на ДСК-1 города Минска с 1976 года, как и серия М111-90. Данная серия — самая массовая типовая серия столицы. Дома этой серии, помимо Минска, можно встретить во всей Минской области. Дома серии М-464 формируют облик таких жилых районов, как Серебрянка, Восток, Зелёный Луг, Юго-Запад. Более поздняя модификация М-464БК, формирует образ Уручья, Малиновки, Шабанов, Кунцевщины. С 2002 года новые микрорайоны столицы начали застраиваться домами серии М-464-У — коренной модернизацией М-464БК.

## М-464БК
Отличительной особенностью (1980-е—1998) является присутствие керамической плитки в отделке панелей в сочетании с необделанными бетонными панелями. Наиболее распространённые цвета — жёлтый, зелёный и белый. После 1998 года вместо того, чтобы облицовывать поверхность плиткой, её стали окрашивать.

## М-464-У
2002 год ознаменовался кардинальной переработкой 464-го проекта. Были повышены метражи помещений, улучшены шумо- и теплоизоляция. Внешний вид также претерпел изменения: появились эркеры, стали застекляться лоджии. Был спроектирован широкий спектр блок-секций. В 2003 году изменилась конструкция входной группы — появился входной холл.

## М-464-М
С 2004 года началось строительство, пожалуй, самой интересной модернизации 464-й серии. В отличие от других модификаций, панельно-каркасное исполнение позволяет выполнять свободную планировку квартир. Помимо эркеров, появилась так называемая фальшкрыша, позволившая увеличить пространство технического этажа и повысить эстетические качества дома. В целях обеспечения плотности застройки, регламентируемой генеральным планом города Минска, УП «Минскпроект» в 2009 году разработало проектную документацию 16-этажного жилого дома в конструкциях серии М464-М, строительство которого началось в 3 квартале 2011 года.

## Общие сведения
Отличительной особенностью всех домов 464 серии (кроме М-464-М) является интеграция канала мусоропровода в панели лестничного марша, из-за чего они имеют характерную форму. В серии М-464БК номер каждого подъезда выложен керамической плиткой на экране, прикрывающем вход в приемную камеру мусоропровода. В отличие от М-464, максимальная этажность которой составляет 9 этажей, М-464БК, М-464-М и М-464-У имеют этажность до 10 этажей.
За 36-летний период в Минске было возведено около 900 домов серии М-464.